# Calendar Girls (pièce de théâtre)
Cet article possède un paronyme, voir Calendar Girl (homonymie).
Calendar Girls est une pièce de théâtre britannique de Tim Firth basée sur le film du même nom réalisé par Nigel Cole et sorti 2003.

## Histoire de production
La pièce a été adaptée par Tim Firth et dirigée par Hamish McColl.

## Casting britannique

### Tournée originale et casting duWest End
- Lynda Bellingham : Chris
- Patricia Hodge : Annie
- Sian Phillips : Jessie
- Gaynor Faye : Celia
- Brigit Forsyth : Marie
- Julia Hills : Ruth
- Elaine C. Smith : Cora
- Joan Blackham : Lady Cravenshire / Brenda Hulse
- Abby Francis : Elaine
- Carl Prekopp : Lawrence / Liam
- Gerard McDermott : Rod
- Gary Lilburn : John

### Deuxième casting de West End, juillet - octobre 2009
- Anita Dobson : Chris
- Jill Baker : Annie
- June Brown : Jessie
- Jerry Hall : Celia
- Richenda Carey : Marie
- Sara Crowe : Ruth
- Jill Halfpenny : Cora
- Delia Lindsay : Lady Cravenshire / Brenda Hulse
- Gemma Atkinson : Elaine
- Jack Ryder : Lawrence / Liam
- Neil McCaul : Rod
- Will Knightley : John

### Troisième casting de West End, novembre 2009 - janvier 2010
- Arabella Weir : Chris
- Janie Dee : Annie
- Rosalind Knight : Jessie
- Kelly Brook : Celia
- Helen Lederer : Marie
- Debbie Chazen : Ruth (s'est retirée pendant les représentations, remplacée par Julia Hills)
- Julie Goodyear : Cora (s'est retirée pendant les représentations, remplacée par Hannah Waterman)
- Jan Leeming : Lady Cravenshire / Brenda Hulse
- Kathryn Rooney : Elaine
- Rob James-Collier : Lawrence / Liam (s'est retiré avant l'ouverture, remplacé par Carl Prekopp)
- Richard Attlee : Rod
- Bill Champion : John

### Tournée
| - Lynda Bellingham : Chris - Jan Harvey : Annie - Judith Barker : Jessie - Gemma Atkinson : Celia - Richenda Carey : Marie - Hannah Waterman : Ruth - Letitia Dean : Cora - Su Douglas : Lady Cravenshire - Tracey Briggs : Brenda Hulse - Kathryn Rooney : Elaine - Michael Peluso : Lawrence/Liam - John Labanowski : Rod - Colin Tarrant : John - Gemma Craven : Chris - Sue Holderness : Annie - Anne Charleston : Jessie - Charlie Dimmock : Celia - Elizabeth Bennett : Marie - Hannah Waterman : Ruth - Letitia Dean : Cora - Su Douglas : Lady Cravenshire - Tracey Briggs : Brenda Hulse - Miklya Dodd : Elaine - Dean Gaffney : Lawrence/Liam - John Labanowski : Rod - Colin Tarrant : John - Elaine C. Smith : Chris - Julia Hills : Annie - Jean Boht : Jessie (s'est retirée pendant la tournée, remplacée par Anne Charleston) - Jennifer Ellison : Celia - Ruth Madoc : Marie - Rachel Lumberg : Ruth - Denise Black : Cora - Margaret John : Lady Cravenshire (deux premières représentations de la tournée) - Susan Bovell : Lady Cravenshire (représentations suivantes) - Susan Bovell : Brenda Hulse - Miklya Dodd : Elaine - Bruno Langley : Lawrence/Liam - Bruce McGregor : Rod - Joe McGann : John - Lynda Bellingham : Chris - Jan Harvey : Annie - June Watson : Jessie - Brenda Gilhooly : Celia (withdrew during tour, replaced by Kathryn Rooney) - Ruth Madoc : Marie - Debbie Chazen : Ruth - Michelle Collins : Cora (Bernie Nolan s'est retirée avant l'ouverture pour cause de mauvaise santé) - Susan Bovell : Lady Cravenshire/Brenda Hulse - Mikyla Dodd : Elaine - Michael Peluso : Lawrence/Liam - John Labanowski : Rod - Colin Tarrant : John | - Lynda Bellingham : Chris - Trudie Goodwin : Annie - Gwen Taylor : Jessie - Jennifer Ellison : Celia - Ruth Madoc : Marie - Lisa Riley : Ruth - Bernie Nolan : Cora - Diana Moran : Lady Cravenshire - Jane Lambert : Brenda Hulse - Danielle Lineker : Elaine - Bruno Langley : Lawrence/Liam - John Labanowski : Rod - Joe McGann : John - Lesley Joseph : Chris - Sue Holderness : Annie - Helen Fraser : Jessie - Kathryn Rooney : Celia - Ruth Madoc : Marie - Kacey Ainsworth : Ruth - Deena Payne : Cora - Susan Bovell : Lady Cravenshire/Brenda Hulse - Camilla Dallerup : Elaine - Kevin Sacre : Lawrence/Liam - Robert Gill : Rod - Colin Tarrant : John - Lynda Bellingham : Chris - Jan Harvey : Annie - June Watson : Jessie - Rula Lenska : Celia - Ruth Madoc : Marie - Debbie Chazen : Ruth - Jennifer Ellison : Cora - Jane Lambert : Lady Cravenshire/Brenda Hulse - Camilla Dallerup : Elaine - Bruno Langley : Lawrence/Liam - John Labanowski : Rod - Joe McGann : John - Lynda Bellingham : Chris - Jan Harvey : Annie - June Watson : Jessie - Sue Holderness : Celia - Ruth Madoc : Marie - Lisa Riley : Ruth - Deena Payne : Cora - Jane Lambert : Lady Cravenshire/Brenda Hulse - Camilla Dallerup : Elaine - Kevin Sacre : Lawrence/Liam - John Labanowski : Rod - Joe McGann : John - Lesley Joseph : Chris - Sue Holderness : Annie - Helen Fraser : Jessie - Kathryn Rooney : Celia - Ruth Madoc : Marie - Kacey Ainsworth : Ruth - Deena Payne : Cora - Susan Bovell : Lady Cravenshire/Brenda Hulse - Camilla Dallerup : Elaine - Kevin Sacre : Lawrence/Liam - Robert Gill : Rod - Bruce McGregor : John |